# Xenopsylla erilli
Xenopsylla erilli är en loppart som först beskrevs av Rothschild 1904.  Xenopsylla erilli ingår i släktet Xenopsylla och familjen husloppor. Inga underarter finns listade i Catalogue of Life.